# Mossbysjön
Mossbysjön är en sjö i Säters kommun i Dalarna och ingår i Dalälvens huvudavrinningsområde. Sjön har en area på 0,244 kvadratkilometer och ligger 170,4 meter över havet. Vid provfiske har abborre fångats i sjön.

## Delavrinningsområde
Mossbysjön ingår i det delavrinningsområde (669518-148994) som SMHI kallar för Utloppet av Mossbysjön. Medelhöjden är 195 meter över havet och ytan är 2,52 kvadratkilometer. Det finns inga avrinningsområden uppströms utan avrinningsområdet är högsta punkten. Vattendraget som avvattnar avrinningsområdet har biflödesordning 3, vilket innebär att vattnet flödar genom totalt 3 vattendrag innan det når havet efter 222 kilometer. Avrinningsområdet består mestadels av skog (84 procent). Avrinningsområdet har 0,24 kvadratkilometer vattenytor vilket ger det en sjöprocent på 9,6 procent.